# فرهنگستان زبان و ادب فارسی
فرهنگستان زبان و ادب فارسی یکی از چهار فرهنگستان ایران است که دانش، ادب، هنر و دیگر زمینه‌ها را در این کشور پوشش می‌دهد. این فرهنگستان به زبان و ادبیات فارسی می‌پردازد. ریاست فرهنگستان را اکنون غلامعلی حداد عادل برعهده دارد.
در سال ۱۳۱۴ فرهنگستان زبان فارسی با ریاست محمدعلی فروغی گشایش یافت. وظیفهٔ این فرهنگستان ابداع یا گزینش واژه‌های فارسی برای برخی واژه‌ها و مفاهیم بیگانه بود. با روحیهٔ وطن‌پرستی، شماری از واژگان فارسی جایگزین واژگان عربی می‌شود، فعالیت فرهنگستان در سال ۱۳۲۰ با کناره‌گیری رضا شاه پایان می‌یابد.

## تاریخچه
اولین توجه رسمی به ضرورت حفاظت از زبان فارسی در برابر کلمات بیگانه و استانداردسازی املای فارسی، در زمان ناصرالدین شاه قاجار در سال ۱۲۴۹ میلادی بود. پس از ناصرالدین شاه، مظفرالدین شاه در سال ۱۲۸۱ دستور تأسیس اولین انجمن ایرانی را صادر کرد. این انجمن رسماً اعلام کرد که از فارسی و عربی به‌عنوان منابع قابل قبول برای ساخت کلمات استفاده می‌کند. هدف نهایی جلوگیری از چاپ کتاب با استفادهٔ نادرست از کلمات بود. بر اساس ضمانت اجرایی این انجمن، مسئولیت کتاب‌هایی که به اشتباه چاپ شده بود، بر عهدهٔ دولت بود. کلماتی که این انجمن ابداع کرده بود، مانند راه‌آهن (راهآهن) در روزنامهٔ سلطانی چاپ شد. اما انجمن در نهایت به دلیل بی‌توجهی بسته شد. در سال ۱۲۹۰ یک انجمن علمی تأسیس شد که حاصل آن فرهنگ لغت واژه‌های انجمن علمی (لغت انجمن علمی) بود که در آینده تکمیل شد و به فرهنگ کاتوزیان تغییر نام داد.رضا شاه، با الهام از آتاتورک، فرمانی به وزارت جنگ وقت صادر کرده بود که با همکاری سایر وزارت‌خانه‌ها برای لغات نظامی بیگانه معادل انتخاب کند. در ۱۳۰۳ شمسی (در زمان سلطنت قاجار) انجمنی از نمایندگان وزارت جنگ، وزارت معارف و اوقاف و صنایع تشکیل شد تا با وضع لغات و اصطلاحات نو جواب‌گوی نیازهای نظامی باشد. این انجمن در مدت فعالیت خود حدود سیصد لغت و اصطلاح تازه وضع کرد (اصطلاحاتی از قبیل: هواپیما، فرودگاه، خلبان، آتشبار، گُردان، وابستهٔ نظامی، هواسنج، بادسنج). در سال ۱۳۱۱، دکتر صدیق اعلم انجمن «وضع لغات و اصطلاحات علمی» را تأسیس کرد که شعب مختلف داشت و تا ۱۳۱۹ ادامه داشت. خیلی از پیشنهادهای علمی این انجمن نیز بسیار رایج و متداول هستند.پنج ماه پیش از تأسیس «فرهنگستان ایران»، در سال ۱۳۱۳ شمسی وزارت معارف وقت، انجمن‌هایی از کارشناسان برای ترجمه و تألیف کتاب‌ها و فرهنگ‌ها علاوهٔ وضع لغات و اصطلاحات جدید به پا کند. «آکادمی طبّی» یکی از آن‌ها بود. بعدها واژهٔ «فرهنگستان» در برابر «آکادمی» انتخاب شد.

### فرهنگستان ایران (اول)
محمدعلی فروغی اولین رئیس‌الوزرا بعد از قاجار، در واکنش به اقدام رضا شاه برای ایجاد انجمنی برای وضع واژگان نظامی، انجمنی تشکیل داد و تعدادی از دانشمندان و اهل لغت و محققان را برای تدارک مقدمات تأسیس فرهنگستان ایران به شاه پیشنهاد کرد. وزارت معارف و اوقاف و صنایع مستظرفه (به ریاست علی‌اصغر حکمت)، مأمور اقدام شد و پس از مشاوره با اهل فن، اساسنامهٔ فرهنگستان را در شانزده ماده تهیه کرد. این اساسنامه در هیئت وزرا تصویب شد. در ۲۹ اردیبهشت ۱۳۱۴ فرمان تشکیل فرهنگستان ایران صادر شد.
نخستین جلسهٔ رسمی فرهنگستان ایران در ۱۲ خرداد ۱۳۱۴، با حضور ۲۴ تن عضو پیوسته، در مدرسهٔ عالی حقوق تشکیل شد. ریاست فرهنگستان ابتدا با فروغی و سپس با حسن وثوق بود و جلسهٔ عمومی آن هر دوشنبه منعقد می‌گشت. سپس مکان فرهنگستان به مدرسهٔ عالی سپهسالار (دانشکدهٔ معقول و منقول) منتقل شد و بعدها در ۱۳۲۱ به ساختمانی اختصاصی در جنب دانشکدهٔ مذکور منتقل شد.
رضا شاه در هفتم اردیبهشت ۱۳۱۷ فرهنگستان را منحل ساخت، یک هفته بعد فرمان تشکیل مجدد آن را صادر کرد، که به ریاست وزیر معارف تشکیل شد. نخستین جلسهٔ فرهنگستان پس از انحلال و تشکیل مجدد، روز چهارشنبه ۲۱ اردیبهشت ۱۳۱۷ به ریاست علی‌اصغر حکمت، وزیر معارف، تشکیل شد.محمدعلی فروغی در ۱۳۲۰ مجدداً به ریاست فرهنگستان انتخاب شد. پس از مرگ فروغی ادیب‌السطنه سمیعی از ۱۳۲۱ تا ۱۳۳۲ ریاست فرهنگستان را بر عهده داشت. در سال ۱۳۲۴، فرهنگستان ایران پنج تن از اعضای پیوسته و وابستهٔ برجستهٔ خود را از دست داد: محمد فاطمی، ولی‌الله نصر، حسنعلی مستشار، رینولد نیکلسون و آرتور کریستن‌سن. در ۱۳۲۵ انجمن ادبی فرهنگستان به ریاست ملک‌الشعرای بهار تأسیس شد. فرهنگستان اول در ۱۳۴۲ تعطیل شد.

### فرهنگستان زبان ایران (دوم)
نه سال پس از تعطیل شدن فرهنگستان اوّل، در سال ۱۳۴۲ در پنجم مرداد ۱۳۴۷، فرمان تأسیس «بنیاد شاهنشاهی فرهنگستان‌های ایران» در زمان محمدرضا شاه صادر شد. نخستین جلسهٔ این فرهنگستان در ۲۳ آبان ۱۳۴۹ در وزارت فرهنگ و هنر وقت تشکیل شد. برای اطلاعات بیشتر به مدخل مستقل برای فرهنگستان زبان ایران مراجعه شود.

### فرهنگستان زبان و ادب فارسی (سوم)
پس از انقلاب، شورای عالی انقلاب فرهنگی اساسنامهٔ فرهنگستان زبان و ادب فارسی را در سال ۱۳۶۸ به تصویب رساند. نخستین جلسهٔ شورای فرهنگستان در تاریخ ۲۶/۶/۱۳۶۹ به دعوت «وزارت فرهنگ و آموزش عالی» وقت (وزارت علوم، تحقیقات و فناوری امروز) در محل نهاد ریاست‌جمهوری ایران برگزار شد.

## گردانندگان
اعضای این فرهنگستان عبارت‌اند از:
- رئیس‌جمهور ایران، که رئیس عالی فرهنگستان است.
- هیئت امنای فرهنگستان‌های ایران.
- شورای فرهنگستان (متشکّل از اعضای پیوستهٔ ایرانی، اعضای پیوستهٔ فارسی‌زبان خارجی و اعضای وابسته).
- رئیس فرهنگستان.
- معاون علمی و پژوهشی فرهنگستان.
- دبیر فرهنگستان.

### ریاست
اوّلین رئیس این فرهنگستان حسن حبیبی بود که هم‌زمان معاون اول رئیس‌جمهور ایران هم بود. دومین رئیس آن غلامعلی حداد عادل بود که در اواخر دوران ریاستش بر این فرهنگستان، به ریاست مجلس شورای اسلامی نیز انتخاب شد. مدتی پس از انتخاب حداد عادل به ریاست مجلس، مجدداً حسن حبیبی به ریاست فرهنگستان انتخاب شد. در سال ۱۳۸۷، با بیمار شدن حسن حبیبی و با حکم محمود احمدی‌نژاد، غلامعلی حدادعادل دوباره رئیس فرهنگستان زبان و ادب فارسی شد.

### معاون علمی و پژوهشی
معاون علمی و پژوهشی فرهنگستان، محمد دبیرمقدم، زبان‌شناس و استاد دانشگاه علامه طباطبایی است. پیش از او، بهمن سرکاراتی و احمد تفضلی این سمت را برعهده داشتند.

### دبیر فرهنگستان
| نام                  | تاریخ آغاز به کار |
| -------------------- | ----------------- |
| محمدرضا نصیری        | ۱۳۷۰-۱۱-۰۱        |
| مهدی فیروزان         | ۱۳۷۵-۰۹-۱۲        |
| مسعود فراهانی پارسا  | ۱۳۷۸-۰۳-۱۰        |
| احمد ارژمند          | ۱۳۸۲-۰۴-۰۹        |
| محمدرضا نصیری        | ۱۳۸۵-۰۴-۱۰        |
| سید محمد مجتبی حسینی | ۱۴۰۰-۰۷-۱۰        |

### اعضا
عضویت در این فرهنگستان به‌طور معمول مادام‌العمر است، مگر اینکه عضوی استعفا کند، به‌علت غیبتِ زیاد مستعفی شناخته شود، یا «به‌دلیل سلب صلاحیت اخلاقی» عزل گردد.

## گروه واژه‌گزینی فرهنگستان زبان و ادب فارسی
گروه واژه‌گزینی فرهنگستان زبان و ادب فارسی گروهی است در فرهنگستان زبان و ادب فارسی که واژگان همسنگ با واژگان بیگانه در زبان فارسی را جست‌وجو، پیدا و جایگزین می‌کند. گروه واژه‌گزینی از سال ۱۳۷۰ خورشیدی تشکیل شد و مدیریت آن تا سال ۱۳۷۳ بر عهدهٔ حسن حبیبی بود. پس از آن، این مسئولیت به غلامعلی حداد عادل داده شد. از سال ۱۳۸۳ تا میانهٔ سال ۱۳۸۷ دوباره حسن حبیبی ریاست گروه را برعهده داشت و از میانهٔ سال ۱۳۸۷ تا کنون، ریاست این گروه دوباره در دست غلامعلی حداد عادل است. گروه واژه‌گزینی متشکل از شورای واژه‌گزینی، هیئت فنی، گروه‌ها و شوراهای هماهنگی، بخش پژوهشی، بخش تدوین فرهنگ، بخش رایانه و بخش اجرایی است. هدف این گروه عبارت است از کمک به تقویت، نیرومندسازی و گسترش زبان فارسی و تجهیز آن برای برآوردن نیازهای روزافزون فرهنگی و علمی و فنی و ایجاد هماهنگی در فعالیت‌های واژه‌گزینی و واژه‌سازی و همسنگ‌یابی برای واژگان بیگانه.

### اعضای گروه
- مدیر گروه واژه‌گزینی: غلامعلی حداد عادل
- معاون گروه واژه‌گزینی: نسرین پرویزی
- اعضای پیوستهٔ گروه واژه‌گزینی: یدالله ثمره (درگذشته)، حسن حبیبی (درگذشته)، غلامعلی حداد عادل، احمد سمیعی (گیلانی) (درگذشته)، علی‌اشرف صادقی، کامران فانی، هوشنگ مرادی کرمانی، حسین معصومی همدانی، ابوالحسن نجفی (درگذشته)، سلیم نیساری (درگذشته).
- اعضای ناپیوستهٔ گروه واژه‌گزینی: ژاله آموزگار، حسن ابراهیم‌زاده، محمدابراهیم ابوکاظمی، محمدرضا افضلی، محمدحسین بهاری، محمود بیجن‌خان، نسرین پرویزی، مصطفی‌کمال پورتراب (درگذشته)، علی پورجوادی، عباس حرّی (درگذشته)، محمدرضا خواجه‌پور، احمد جلالی، هاراطون داویدیان (درگذشته)، علی درزی، محمدتقی راشد محصل، زهره زرشناس، هوشنگ رهنما، قطب‌الدین صادقی، علاءالدین طباطبایی، لطیف کاشیگر، سیامک کاظمی، علی کافی، ایران کلباسی، رضا منصوری، مهشید میرفخرایی، شهین نعمت‌زاده، ابراهیم نقیب‌زاده مشایخ، رضا نیلی‌پور، اسماعیل یزدی،
- اعضای هیئت فنی گروه واژه‌گزینی: نسرین پرویزی، زانا ایوانی، سیدمهدی سمائی، علاءالدین طباطبایی، شهین نعمت‌زاده.

### وظایف
- برنامه‌ریزی و مدیریت واژه‌های بیگانهٔ واردشده به زبان فارسی و همسنگ‌یابی برای آن‌ها.
- کمک به استانداردسازی مفهوم‌ها و اصطلاحات.
- سازمان‌دهی وضعیت واژگان بیگانه در گسترهٔ زبان فارسی و مصوب کردن فارسی آن‌ها.

### فعالیت‌ها
در فرهنگستان نخست زبان فارسی برای حدود ۲ هزار واژهٔ بیگانه معادل‌یابی انجام شد. فرهنگستان دوم که در سال ۱۳۴۷ تأسیس شد، تا ۱۳۵۱ خورشیدی در مجموع ۶ هزار و ۶۶۵ واژهٔ جدید در برابر واژه‌های بیگانه پیشنهاد کرد. فرهنگستان سوم در سال ۱۳۶۸ تأسیس شد که فعالیت آن تاکنون ادامه داشته و تا مرداد ۱۳۹۸ برای ۴۵ هزار واژهٔ بیگانه معادل‌یابی انجام داده و به تصویب رسانده است. همچنین غلامعلی حداد عادل در اردیبهشت ۱۳۹۸ تعداد واژگان معادل‌یافتهٔ مصوب فرهنگستان را بیش از ۶۰ هزار واژه اعلام کرد.

## گروه فرهنگ‌نویسی
«گروه فرهنگ‌نویسی» در حال تدوین فرهنگ جامع زبان فارسی است که این فرهنگ برمبنای پیکره‌ای از ۱۵۰۰ کتاب تدوین می‌شود و تاکنون سه جلد آن منتشر شده است. این فرهنگ بزرگ‌ترین فرهنگی است که پس از لغت‌نامهٔ دهخدا در زبان فارسی تدوین می‌شود و فرهنگی ریشه‌شناختی و تاریخی و شاهِدمَدار است. این گروه، علاوه بر فرهنگ جامع، فرهنگ زبان پهلوی را نیز (برمبنای یادداشت‌های احمد تفضلی، عضو درگذشتهٔ این فرهنگستان) در دست تدوین دارد و همچنین نشریهٔ ویژه‌نامهٔ فرهنگ‌نویسی را منتشر می‌کند.

## گروه دانشنامهٔ زبان و ادب فارسی در شبه قاره

### هدف
این دانشنامه در سال ۱۳۷۲ بنیان‌گذاری شد. هدف از تدوین دانشنامهٔ زبان و ادب فارسی در شبه‌قارّه، ارائهٔ گسترهٔ زبان و فرهنگ ایرانی ـ اسلامی و تأثیر آن در ناحیهٔ شبه قاره (هند، پاکستان و بنگلادش امروزی) است. نشان‌دادن سهم فرهنگ ایرانی و اسلامی و نقش زبان و ادب فارسی در تاریخ و فرهنگ این منطقه و همچنین بررسی اشتراک‌ها و پیوندهای دیرین این دو سرزمین باستانی، به‌ویژه در دورهٔ بعد از اسلام، ساختار اصلی این دانشنامه است. با بررسی به‌عمل آمده، مجموع مجلدات دانشنامه ۶ جلد در نظر گرفته شده است.

## گروه زبان‌ها و گویش‌های ایرانی

### تاریخچه
مطالعه و پژوهش در زمینهٔ زبان‌ها و گویش‌های ایرانی در ابتدای تأسیس فرهنگستان زبان و ادب فارسی، در دو گروه مجزای «زبان‌های ایرانی» و «گویش‌شناسی» آغاز شد. تشکیل گروه زبان‌های ایرانی در اسفندماه سال ۱۳۷۰ به تصویب رسید و در اردیبهشت‌ماه سال ۱۳۷۱ با مدیریت بهمن سرکاراتی آغاز به کار کرد. پس از استعفای او در بهمن‌ماه ۱۳۸۳، بدرالزمان قریب به این سمت منصوب شد. تشکیل گروه گویش‌شناسی نیز در اسفندماه سال ۱۳۷۰ به تصویب رسید و در اردیبهشت‌ماه ۱۳۷۱ با مدیریت احمد تفضلی آغاز به کار کرد.
نام گروه گویش‌شناسی در تیرماه ۱۳۸۴ به «گویش‌های ایرانی» تغییر یافت. پس از درگذشت تفضّلی در سال ۱۳۷۵ بهمن سرکاراتی به این سمت منصوب شد و در پی استعفای او، از سال ۱۳۷۸ تا ۱۳۸۲ بدرالزمان قریب سرپرستی افتخاری گروه را عهده‌دار بود و از سال ۱۳۸۳ رسماً به مدیریت گروه منصوب شد.
این دو گروه در اردیبهشتِ سال ۱۳۸۹ با یکدیگر ادغام شدند و گروه جدید با نام زبان‌ها و گویش‌های ایرانی، با مدیریت حسن رضائی باغ‌بیدی آغاز به کار کرد. هم‌اکنون محمدتقی راشد محصل مدیر این گروه است.

### اهداف
- دستیابی به شناختی بهتر از ویژگی‌های آوایی، صرفی، نحوی و واژگانی زبان‌ها و گویش‌های ایرانی (ایرانی باستان، ایرانی میانه و ایرانی نو) با بررسی و بازنگری آثار برجای‌مانده، یا با بهره‌گیری از پژوهش‌های میدانی.
- دست‌یابی به شناختی بهتر از تحولات تاریخی و جغرافیایی زبان فارسی و دیگر زبان‌ها و گویش‌های ایرانی.
- شناسایی و ثبت اطلاعات مربوط به زبان‌ها و گویش‌های ایرانی در معرض نابودی.
- تهیهٔ فرهنگ‌های تخصصی درزمینهٔ زبان‌ها و گویش‌های ایرانی.[۱۵]

### فراخوان گروه زبان‌ها و گویش‌های ایرانی فرهنگستان
گروه زبان‌ها و گویش‌های ایرانی فرهنگستان زبان و ادب فارسی از استادان و پژوهشگران خواست که این گروه را در اجرای طرح گردآوری گویش‌های ایرانی همراهی کنند. بدین منظور راهنمای گردآوری گویش‌ها برای گنجینهٔ گویش‌های ایرانی توسط گروه زبان‌ها و گویش‌های ایرانی تهیه شده است. مطالب این جزوه برای آگاهی علاقه‌مندان به گردآوری گویش‌ها فراهم آمده تا بتوانند مطابق الگوی گروه زبان‌ها و گویش‌های ایرانیِ فرهنگستان زبان و ادب فارسی به گردآوری مواد خام گویش‌های ایرانی بپردازند. علاقه‌مندان می‌توانند پیکرهٔ زبانی به‌دست‌آمده از پرسش‌نامهٔ این راهنما را به گروه زبان‌ها و گویش‌های ایرانیِ فرهنگستان زبان و ادب فارسی ارسال کنند تا در صورت تأیید، در مجموعهٔ «گنجینهٔ گویش‌های ایرانی» با نام خودشان مورد استفاده قرار گیرد.

## گروه آموزش زبان و ادبیات فارسی

### تاریخچه
گروه آموزش زبان و ادبیات فارسی، فعالیت رسمی خود را با حکم رئیس فرهنگستان، غلامعلی حداد عادل، از آذرماه ۱۳۹۰ آغاز کرد.
این گروه با اهداف تعیین‌شده و پس از تشکیل شورای علمی گروه، با حضور دوازده تن از متخصّصان امر آموزش و کارشناسان دانشگاه، شکل گرفت و نخستین جلسهٔ آن در تاریخ ۱۳۹۰/۹/۲۱ تشکیل شد. در این جلسه شرح وظایف گروه به تصویب رسید و در نهایت در جلسهٔ شورای مدیران فرهنگستان به تأیید نهایی رسید و به گروه ابلاغ شد.
به دنبال آن، گروه با تشکیل پنج کارگروه به نام‌های کارگروه آموزش زبان و ادبیات فارسی در ابتدایی، راهنمایی، دبیرستان، دانشگاه و کارگروه کاربست مصوّبات فرهنگستان، با تشکیل جلسات ماهانه، به نقد و بررسی متون آموزشی و مسائل مربوط می‌پردازد.

### اهداف
- پیگیری اجرای مصوّبه‌های فرهنگستان در کتاب‌های آموزشی
- نقد علمی و آسیب‌شناسانهٔ وضعیت آموزش زبان و ادبیات فارسی
- تهیهٔ سند ملی آموزش زبان و ادبیات فارسی.[۱۸]

## گروه دستور زبان فارسی و رسم‌الخط

### اهداف
یکی از اهداف گروه دستور تدوین دستور زبان فارسی امروز است. این دستور صرفاً جنبهٔ توصیفی دارد و بر اساس نظریهٔ ساختارگرایی خواهد بود، اما به هیچ‌یک از شاخه‌های این نظریه به‌طور اخص وابسته نیست و به‌عکس، از تمام دستاوردهای این نظریه‌ها و نیز دیگر نظریه‌های زبان‌شناختی استفاده خواهد کرد. به‌عنوان پیش‌درآمدی در جهت نیل به وظیفه و هدف فوق، گروه دستور پژوهش‌هایی را انجام داده و پژوهش‌هایی در دست اجرا دارد.

## گروه زبان و رایانه

### تاریخچه
با توجه به اهمیت روزافزون فناوری اطلاعات در عصر کنونی و رشد انفجارگونه حجم اسناد الکترونیکی و به‌منظور حفظ فرهنگ و زبان فارسی، ناگزیر هستیم از دنیای اسناد دست‌نویس چاپی و کاغذی به سمت اسناد الکترونیکی سوق پیدا کنیم. در این روند، تعیین و حفظ ضوابط گفتاری و نوشتاری زبان فارسی، رفع دشواری‌های نمایش و پردازش این زبان در محیط‌های رایانه‌ای و کوشش در جهت بومی‌سازی و پیشرفت فناوری‌های مرتبط با این حوزه، از جملهٔ وظایفی است که گروه زبان و رایانهٔ فرهنگستان زبان و ادب فارسی برای کار کردن بر روی آن‌ها تشکیل شده است. این گروه در تاریخ ۸۰/۸/۲۸ تشکیل شد.

## انتشارات
مهم‌ترین انتشارات این فرهنگستان، یکی واژه‌های مصوّب آن است، که استفاده از آن‌ها برای سازمان‌های دولتی ایران لازم است و دیگری جزوه‌ای به نام دستور خط فارسی که تلاش کرده است رهنمودهایی برای رسم‌الخط فارسی ارائه کند. دستور خط فارسی در میان ویراستاران و رایانه‌کاران منتقدینی دارد، از این نظر که مقررات موجود در آن را متناقض، مبهم، یا غیر عملی اعلام می‌کنند، اما طرفداران این دستور معتقدند که این دستور تنها دستور در این زمینه است که بر اساس اجماع متخصصان ایجاد شده و مورد تأیید یک نهاد رسمی دولت ایران است. دستور خط فارسی در سال ۱۳۸۴ تجدید نظر شد و چاپ چهارم آن تغییراتی نسبت به چاپ‌های قبلی‌اش دارد که ممکن است بعضی انتقادات وارده از ویراستاران و رایانه‌کاران را کم‌تر کند.

## نامهٔ فرهنگستان
نشریه‌ای به نام نامهٔ فرهنگستان نیز که دارای درجه علمی پژوهشی است، به‌صورت فصلنامه از سوی فرهنگستان منتشر می‌شود.

## بودجهٔ فرهنگستان زبان و ادب فارسی
در سال ۱۳۹۵ خورشیدی سهم فرهنگستان زبان و ادب فارسی از بودجهٔ کشور در لایحهٔ بودجه ۱۲ میلیارد و ۸۰۰ میلیون تومان در نظر گرفته شده‌بود. الهه نجفی عضو فرهنگستان زبان و ادب فارسی در همان سال هزینهٔ لازم برای ساخت و تصویب هر واژه را تقریباً سه میلیون و ۲۵۰ هزار تومان اعلام کرد. بودجه فرهنگستان در سال ۱۳۹۸ برابر ۱۷ میلیارد و ۶۵۱ میلیون تومان، سال ۱۳۹۹ حدود ۲۸ میلیارد و ۶۸۵ میلیون تومان و سال ۱۴۰۰ حدود ۴۶ میلیارد تومان اعلام شد. بودجه مدنظر گرفته شده برای سال ۱۴۰۱ برابر ۴۶۱ میلیارد و ۱۲۳ میلیون ریال بوده است. در سال ۱۴۰۲ بودجه پیشنهادی برای فرهنگستان زبان و ادبیات فارسی ۶۵۳ میلیارد و ۳۳۲ میلیون ریال در نظر گرفته‌شده است که نسبت به سال قبل افزایش ۴۲ درصدی داشته است. بودجه پیشنهادی در سال ۱۴۰۳ عدد ۱۰۳ میلیارد و ۵۴۰ میلیون تومان پیشنهاد شده بود.
| سال  | بودجه                          |
| ---- | ------------------------------ |
| ۱۳۹۵ | ۱۲ میلیارد و ۸۰۰ میلیون تومان  |
| ۱۳۹۸ | ۱۷ میلیارد و ۶۵۱ میلیون تومان  |
| ۱۳۹۹ | ۲۸ میلیارد و ۶۸۵ میلیون تومان  |
| ۱۴۰۰ | ۴۶ میلیارد تومان               |
| ۱۴۰۱ | ۴۶ میلیارد و ۱۱۱ میلیون تومان  |
| ۱۴۰۲ | ۶۵ میلیارد و ۳۳۳ میلیون تومان  |
| ۱۴۰۳ | ۱۰۳ میلیارد و ۵۴۰ میلیون تومان |